# جنین (داوینچی)
مطالعات جنین در رحم دو طرح مشروح رنگی توسط لئوناردو داوینچی است که در حدود سال ۱۵۱۰ ساخته شده‌است. مطالعات به درستی جنین انسان را در موقعیت مناسب خود در داخل رحم تشریح شده به تصویر می‌کشد.  لئوناردو رحم را با یک اتاق به تصویر می‌کشد، برخلاف نظریه‌هایی که رحم دارای اتاق‌های زیادی است که بسیاری معتقد بودند در مورد دوقلوها، جنین‌ها را به بخش‌های جداگانه تقسیم می‌کنند. لئوناردو همچنین شریان رحمی و سیستم عروقی دهانه رحم و واژن را به درستی ترسیم کرد.

## آماده‌سازی و مطالعات و عملیات
لئوناردو با کمک آناتومیست مارکانتونیو دلا توره، جنین‌شناسی انسان را مطالعه کرد و جنین را در یک جسد دید. مطالعه اول با ابعاد ۳۰٫۵×۲۲ سانتی‌متر، جنین را در حالت بریچ در داخل رحم تشریح شده نشان می‌دهد. لئوناردو به اشتباه لپه‌هایی را در دیواره‌های عروقی رحم انسان که قبلاً در رحم گاو پیدا کرده بود به تصویر کشید. مطالعه دیگر با ابعاد ۳۰٫۳×۲۲ سانتی‌متر، اندام تناسلی خارجی زن، چینش فرضی عضلات شکم در سمت راست بالا و جنین را از زوایای مختلف نشان می‌دهد. لوح بالای صفحه حاوی کتیبه ایتالیایی است: " لئوناردو این نظریه را مطرح کرد که بند ناف مسئول خروج ادرار جنین به خارج از رحم است.

## منشأ
این طراحی‌ها در ابتدا به فرانچسکو ملزی واگذار شد. در ج. ۱۵۸۲–۱۵۹۰ آنها توسط پمپئو لئونی از وارثان او خریداری شدند و تا سال ۱۶۳۰ آنها به توماس هاوارد، دومین ارل آروندل تعلق داشتند. از سال ۱۶۹۰ مطالعات در مجموعه سلطنتی انگلستان نگهداری می‌شود.